# Paul Morris
Paul Morris, auch Charles Steven Keys, ist ein US-amerikanischer Fotograf, Filmregisseur und Filmproduzent.

## Leben
Morris besuchte das Mills College, wo er Elektronische Musik studierte, danach wurde er Fotograf.
Morris ist als Filmproduzent und Filmregisseur in den Vereinigten Staaten tätig. 1998 gründete er sein eigenes Filmstudio Treasure Island Media. Für seine Filme erhielt er bedeutende internationale Preise der Pornoindustrie. Morris steht innerhalb der Pornoindustrie unter massiver Kritik, da er Barebacking-Filme (Filme ohne Kondome) produziert. 2007 kam es in Bezug auf die Verleihung des David Preises in Berlin durch die deutsche Pornoindustrie zum Streit mit wichtigen US-amerikanischen Pornofilmproduzenten, die Barebacking-Filme ablehnen und nicht produzieren. Daraufhin wurde Morris von der Verleihung von Filmpreisen durch Veranstaltungen wie GayVN Awards, International Mr. Leather oder Grabby Awards ausgeschlossen.

## Filmografie (Auswahl)
- 1998: Raunch Lunch

## Preise und Auszeichnungen (Auswahl)
- 2007: David Preis, in Berlin[2]
- 2008: Golden Dickie Award,  Bester Filmregisseur